# Chrysis perpulchra
Chrysis perpulchra är en stekelart. Chrysis perpulchra ingår i släktet Chrysis och familjen guldsteklar. Inga underarter finns listade i Catalogue of Life.